# Rio Sancarani
Sancarani (Sankarani) é um tributário do Níger, formado por córregos intermitentes ao sul de Futa Jalom, na Guiné. Percorre uma distância de 530 quilômetros a nordeste e se encontra com a margem direita do Níger abaixo de Colé, no Mali. Sua bacia engloba 35 500 quilômetros quadrados, com a maior parte dela estando na Guiné. Antes de 1960, seu volume era de 405 quilômetros cúbicos, enquanto que no período de 1980 a 2004, foi de 250. A represa de Sélingué, erigida no rio, opera desde 1980 e é uma das principais fontes de energia do Mali.